# چاکو
چاکو (به اسپانیایی: Ch'aqu) یک کوه در پرو است که در منطقه کوسکو واقع شده‌است. چاکو ۵٬۰۰۰ متر بالاتر از سطح دریا واقع شده‌است.